# Jaime Torres Bodet

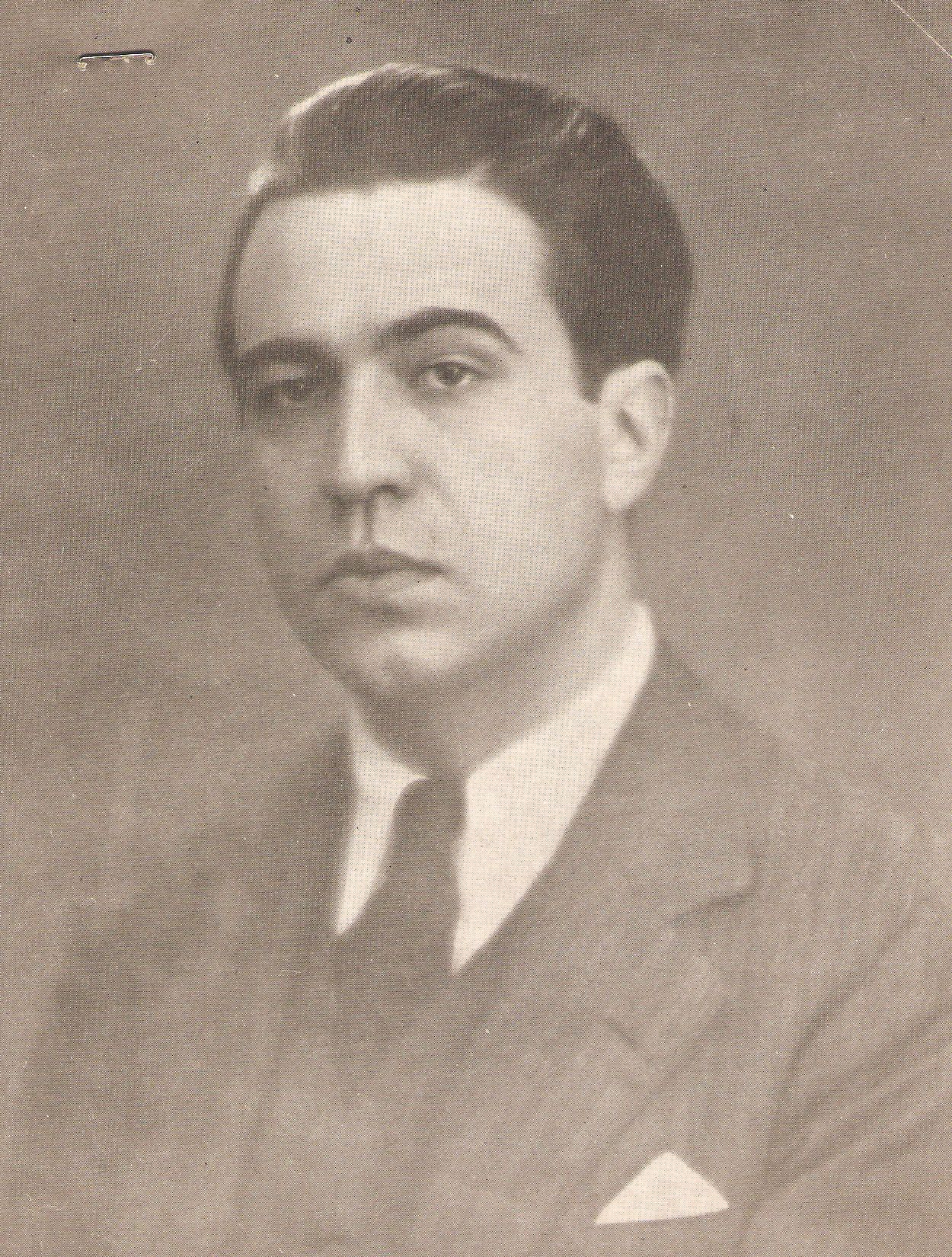
Jaime Torres Bodet

Jaime Torres Bodet (Mexico-Stad, 17 april 1902 - aldaar, 13 mei 1974) was een Mexicaans schrijver, diplomaat en politicus.
Torres Bodet studeerde literatuur aan de Nationale Autonome Universiteit van Mexico (UNAM) en werd de persoonlijke secretaris van José Vasconcelos. In de jaren '20 publiceerde hij meerdere boeken en was hij werkzaam bij een aantal literaire tijdschriften. In 1928 richtte hij het vooruitstrevende tijdschrift Contemporáneos op. Zijn eigen literaire werk is vooral beïnvloed door het Franse surrealisme en door het modernismo.
In 1929 begon zijn diplomatieke carrière. Hij vervulde posten in meerdere ambassades in Europa en was in België toen dat land werd binnengevallen en bezet door nazi-Duitsland, waarna hij terugkeerde naar Mexico.
In 1943 werd hij tot minister van Onderwijs benoemd en in 1946 tot minister van Buitenlandse Zaken. In die functie nam hij deel aan de oprichtingsconferentie van de UNESCO, waarvan hij in 1948 de tweede directeur-generaal werd. In die functie zette hij zich vooral in voor de bevordering van sociale en culturele rechten van de inwoners van ontwikkelingslanden. Nadat het budget van de UNESCO in 1952 zwaar werd ingeperkt trad hij af.
Van 1958 tot 1964 was hij onder president Adolfo López Mateos voor een tweede keer minister van Onderwijs. In deze periode liet hij het Nationaal Antropologiemuseum bouwen en openen. Nadat hij te horen had gekregen dat hij kanker had en daar steeds meer onder begon te lijden, schoot hij zichzelf in 1974 door zijn hoofd.
- Bibsys: 90846772
- Biblioteca Nacional de España: XX1139398
- Bibliothèque nationale de France: cb11994225k (data)
- Catàleg d'autoritats de noms i títols de Catalunya: 981058514853806706
- CiNii: DA09752038
- Gemeinsame Normdatei: 118974807
- International Standard Name Identifier: 0000 0001 1027 5671
- Library of Congress Control Number: n80125787
- Bibliotheek van het Japanse parlement: 00526807
- Nationale Bibliotheek van Tsjechië: pna2016915524
- Nationale bibliotheek van Australië: 35791189
- Nationale Bibliotheek van Israël: 987007277701605171
- Nederlandse Thesaurus van Auteursnamen: 071372695
- Réseau des bibliothèques de Suisse occidentale: 02-A000163079
- LIBRIS: 200116
- SNAC: w69w1qck
- Système universitaire de documentation: 028023234
- Trove: 1089448
- Virtual International Authority File: 59092222
- WorldCat: E39PBJbtkrhbbKKWg68B6BBQMP